# Hamptophryne
Hamptophryne là một chi động vật lưỡng cư trong họ Nhái bầu, thuộc bộ Anura. Trước đây chi này được mô tả như là một chi đơn loài, tuy nhiên từ năm 2012 đã được sáp nhập với chi Altigius.

## Các loài
- Hamptophryne alios (Wild, 1995)
- Hamptophryne boliviana (Parker, 1927)